# Collegio di North East Somerset and Hanham
North East Somerset and Hanham è un collegio elettorale inglese situato nel Somerset e nel Gloucestershire e rappresentato alla camera dei Comuni del parlamento del Regno Unito. Elegge un membro del parlamento con il sistema maggioritario a turno unico; l'attuale parlamentare è Dan Norris, eletto con Partito Laburista nel 2024 e sospeso dal partito nell'aprile 2025 per accuse di violenza sessuale. Siede ora come Indipendente. 

## Estensione
Il collegio è costituito dai seguenti ward elettorali:
- nel distretto di Bath and North East Somerset: Chew Valley; Clutton and Farmborough; High Littleton; Keynsham East; Keynsham North; Keynsham South; Mendip; Paulton; Publow and Whitchurch; Saltford e Timsbury;
- nel distretto di South Gloucestershire: Bitton and Oldland Common; Hanham; Longwell Green e Parkwall and Warmley.[2]

## Membri del parlamento
| Elezione | Elezione | Deputato   | Partito      |
| -------- | -------- | ---------- | ------------ |
|          | 2024     | Dan Norris | Laburista    |
|          | 2025     | Dan Norris | Indipendente |

## Elezioni

### Elezioni negli anni 2020
| Partito                    | Partito                                      | Candidato                  | Risultati 4 luglio 2024 | Risultati 4 luglio 2024 |
| Partito                    | Partito                                      | Candidato                  | Voti                    | %                       |
| -------------------------- | -------------------------------------------- | -------------------------- | ----------------------- | ----------------------- |
|                            | Laburista                                    | Dan Norris                 | 20 739                  | 40,57                   |
|                            | Conservatore                                 | Jacob Rees-Mogg            | 15 420                  | 30,16                   |
|                            | Reform UK                                    | Paul MacDonnell            | 7 424                   | 14,52                   |
|                            | Lib Dem                                      | Dine Romero                | 3 878                   | 7,59                    |
|                            | Verdi                                        | Edmund Cannon              | 3 222                   | 6,30                    |
|                            | Indipendente                                 | Nicholas Hales             | 231                     | 0,45                    |
|                            | Monster Raving Loony                         | Barmy Brunch               | 211                     | 0,41                    |
|                            |                                              |                            |                         |                         |
| Iscritti                   | Iscritti                                     | Iscritti                   | 73 887                  | 100,00                  |
| ↳ Votanti (% su iscritti)  | ↳ Votanti (% su iscritti)                    | ↳ Votanti (% su iscritti)  | 51 125                  | 69,19                   |
| ↳ Astenuti (% su iscritti) | ↳ Astenuti (% su iscritti)                   | ↳ Astenuti (% su iscritti) | 22 762                  | 30,81                   |
|                            |                                              |                            |                         |                         |
|                            | Esito: collegio a Laburista (nuovo collegio) |                            |                         |                         |